# Теорема Шеннона — Лупанова
Теорема Шеннона — Лупанова определяет число элементов, необходимых для реализации автомата в заданном автоматном базисе[неизвестный термин].

## Формулировка
1. Для любого базиса {\displaystyle \Sigma }: {\displaystyle L_{\Sigma }(n)\sim C_{\Sigma }{\frac {2^{n}}{n}}}, где {\displaystyle C_{\Sigma }} — константа, зависящая от базиса.
2. Для любого {\displaystyle \epsilon >0} доля функций {\displaystyle f}, для которых {\displaystyle L_{\Sigma }(f)\leqslant (1-\epsilon )C_{\Sigma }{\frac {2^{n}}{n}}} стремится к нулю с ростом {\displaystyle n}.

## Пояснения
Здесь {\displaystyle L_{\Sigma }(n)=\max _{f\in P(n)}L_{\Sigma }(f)}, где максимум берется по всем функциям от {\displaystyle n} переменных[прояснить]. Знак {\displaystyle \sim } обозначает асимптотическое равенство: {\displaystyle a(n)\sim b(n)}, если {\displaystyle \lim _{n\to \infty }{\frac {a(n)}{b(n)}}=1}. Смысл второго утверждения теоремы в том, что с ростом {\displaystyle n} почти все функции реализуются со сложностью, близкой к верхней границе {\displaystyle L(n)}.

## Доказательство
Доказательство есть в статье.